# Chiesa di Santa Maria Maddalena (Palmanova)
La chiesa di Santa Maria Maddalena è la parrocchiale di Ialmicco, frazione di Palmanova, in provincia e arcidiocesi di Udine; fa parte della forania del Friuli Centrale.

## Storia
L'originaria cappella di Ialmicco fu fondata dai domenicani di Cividale; la comunità dipendeva in origine dalla pieve di Trivignano, ma nel 1583, su richiesta dei fedeli, fu aggregata alla parrocchia di Palmada.
Nel 1742 la chiesa venne consacrata dal vescovo di Pedena Bonifacio Cecotti e nel 1751, alla soppressione del patriarcato di Aquileia, entrò a far parte dell'arcidiocesi di Gorizia. Alcuni anni dopo, l'arcivescovo Carlo Michele d'Attems, venuto a conoscenza di alcuni dissidi tra ialmicchesi e palmarini, assegnò metà del borgo nuovamente alla parrocchia di Trivignano, mentre confermò la giurisdizione di quella di Palmanova sull'altra metà; nel 1773 l'intero paese tornò a dipendente da Palmanova fino all'elezione a curazia indipendente nel 1782.
L'edificio, dato alle fiamme nel 1848, fu prontamente ristrutturato e ampiamente rimaneggiato, per poi divenire parrocchiale il 3 giugno 1845.
La chiesa, lesionata dal terremoto del Friuli del 1976, fu restaurata negli anni seguenti e, verso il 1980, si provvide ad adeguarla alle norme postconciliari.

## Descrizione

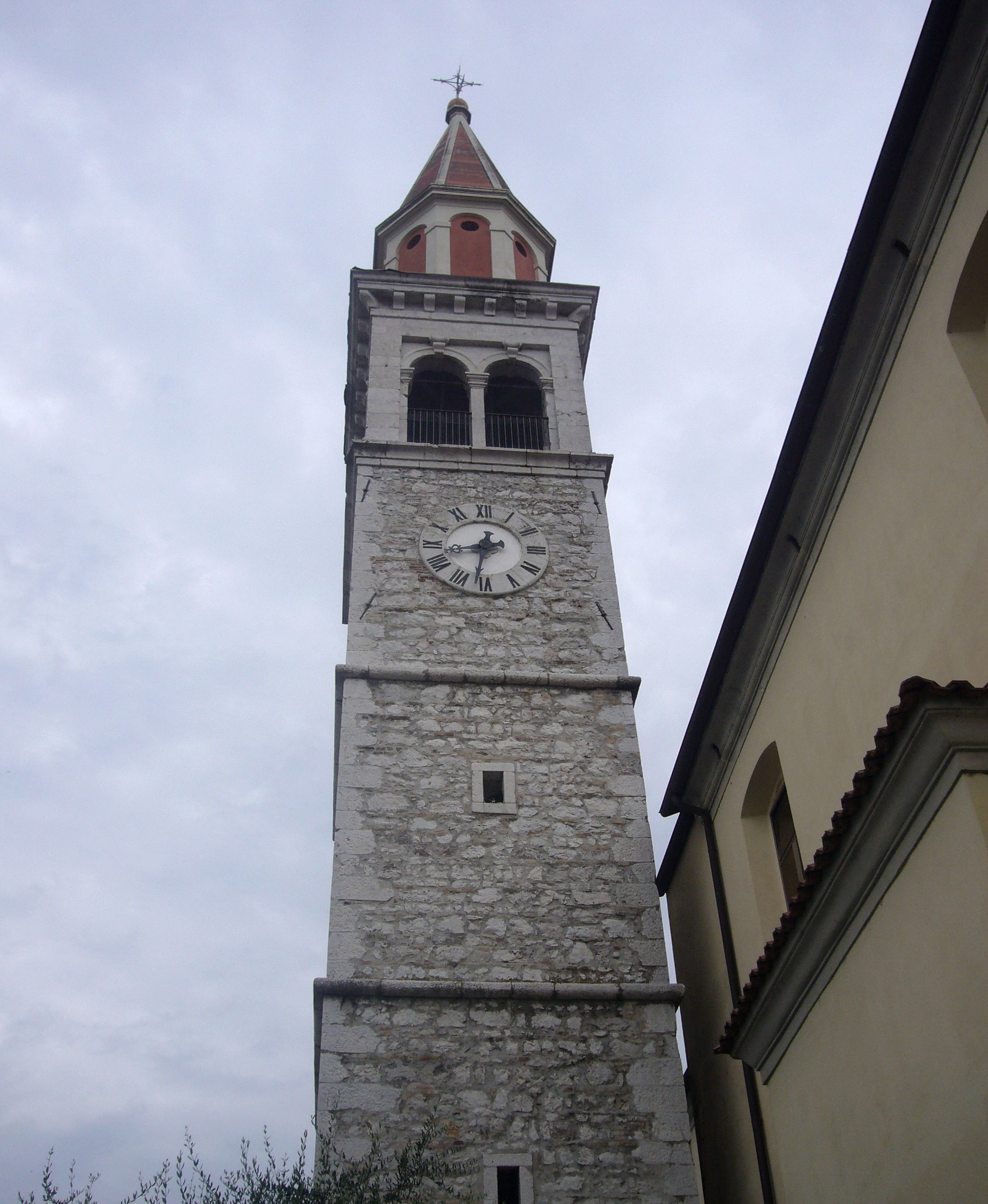
Il campanile

### Esterno
La facciata a capanna della chiesa, rivolta a sudest e scandita da quattro lesene tuscaniche sorreggenti il frontone, presenta al centro il portale d'ingresso, sormontato dal timpano triangolare spezzato, e sopra una finestra murata.
Accanto alla parrocchiale si erge il campanile in pietra a pianta quadrata, la cui cella presenta su ogni lato una bifora ed è coronata dalla guglia piramidale poggiante sul tamburo a base ottagonale.

### Interno
L'interno dell'edificio si compone di un'unica navata, sulla quale si affacciano le cappelle laterali introdotte da archi a tutto sesto e le cui pareti sono scandite da lesene d'ordine tuscanico sorreggenti la trabeazione modanata e aggettante; al termine dell'aula si sviluppa il presbiterio, rialzato di alcuni gradini, introdotto dall'arco santo e chiuso dalla parete di fondo piatta.
Qui sono conservate diverse opere di pregio, tra le quali i bassorilievi raffiguranti San Cristoforo e la Samaritana, Gesù mentre salva il figlio dell'ufficiale del re e la Cena in casa di Lazzaro, la pala con soggetto Santa Maria Maddalena e l'altare maggiore, costruito nel XVIII secolo forse da Giovanni Pacassi.